# 国际消除种族歧视日
国际消除种族歧视日(英語：International Day for the Elimination of Racial Discrimination）是由联合国于1966年宣布的紀念日。國際消除種族歧視日被定在在每年的3月21日。這一紀念日是爲了紀念在南非發生的沙佩維爾大屠殺，而这一天在南非也被定为人权日，并且是公共假日。

## 背景
1960年3月21日，南非白人当局向和平示威的黑人开火，造成69人死亡，即沙佩维尔屠杀。1966年11月9日，第21届联合国大会通过此纪念日呼吁反对种族歧视并纪念此次事件。每年3月21日，世界上的很多国家都会举行各种纪念活动，联合国有关机构也会举行特别会议或发表公报等。

## 在南非的人權日
在南非，自1994年纳尔逊·曼德拉当选南非总统以来，每年的3月21日都被定为公共假日，並称为 "人权日"。一些人将这一天视为哀悼日，纪念那些在南非種族隔離期间为争取民主和人人享有平等人权而牺牲的人们。
在这一天，政府要求 "南非人...反思自己的权利，保护自己的权利和所有人的权利不受侵犯，不论种族、性别、宗教、性取向，也不论是否为外国公民" ("South Africans... reflect on their rights, to protect their rights and the rights of all people from violation, irrespective of race, gender, religion, sexual orientation, whether they are foreign national or not")。
1996年制定的《南非宪法》是人权日的基本要素，保障每个人的权利。它以致力于社会正义和人权而闻名，坚持平等、言论自由和享有公正法律程序的权利等重要原则。

## 主題
每年的国际消除种族歧视日都有一个特定的主题：

2010年: 消除種族主義(Disqualify Racism) 

2014年: 领导人在反对种族主义和种族歧视中的作用 (The Role of Leaders in Combatting Racism and Racial Discrimination)

2015年: 从悲剧中汲取教训，反对当今的种族歧视 (Learning from tragedies to combat racial discrimination today)

2017年: 以种族划线和煽动仇恨，包括在移民背景下 (Racial profiling and incitement to hatred, including in the context of migration)

2018年: 在打击种族歧视的背景下促进宽容、包容、团结和尊重多样性 (Promoting tolerance, inclusion, unity and respect for diversity in the context of combating racial discrimination)

2019年: 缓解和打击日益高涨的民族主义民粹主义和极端至上主义意识形态 (Mitigating and countering rising nationalist populism and extreme supremacist ideologies)

2020年: 承认、正义与发展： 非洲裔人的国际十年中期审查 （Recognition, justice and development: The midterm review of the International Decade for People of African Descent）

2022年： 反对种族主义行动之声 (Voices for action against racism)

2023年：《世界人权宣言》75 周年-打击种族主义的动力 (75th anniversary of UDHR - an impetus to combat racism)

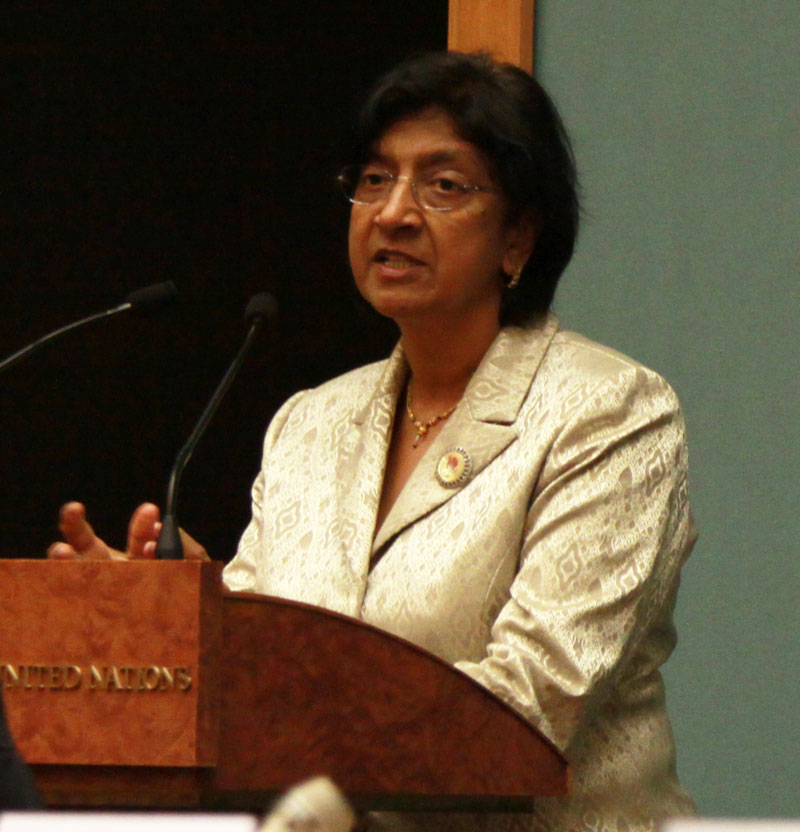
联合国人权事务高级专员纳维·皮莱在2010年的國際消除種族歧視日演講